# Federazione cestistica del Gabon
La Federazione cestistica del Gabon è l'ente che controlla e organizza la pallacanestro in Gabon.
La federazione controlla inoltre la nazionale di pallacanestro del Gabon e ha sede a Libreville.
È affiliata alla FIBA dal 1965 e organizza il campionato di pallacanestro del Gabon.